# Фицек, Себастиан
Себастьян Давид Фитцек (нем. Sebastian David Fitzek; род. 13 октября 1971, Западный Берлин, ФРГ) — немецкий писатель, журналист и телеведущий. С 2006 года пишет психологические триллеры, все из которых стали бестселлерами.

## Биография

### Происхождение и образование
Родился в 1971 году, в Западной Германии, Берлин. Его отец Фраймут Фитцек (1930—2016) — директор и завуч гимназии Лилиенталь в Берлин-Лихтерфельде, а мать — выпускница экономического факультета Кристы Шнайдер; его брат Клеменс — нейрорадиолог.
В юности Фитцек хотел стать барабанщиком. После окончания Шарлоттенбургской вальд-гимназии он начал изучать ветеринарную медицину в Свободном университете Берлина, но бросил учёбу через три месяца. Он изучал право вплоть до первого государственного экзамена, защитил докторскую диссертацию в Берлинском университете имени Гумбольдта, написав диссертацию о неизвестном виде использования в авторском праве, а затем работал главным редактором и программным директором на различных радиостанциях Германии. В течение нескольких лет он работал в программном управлении берлинской радиостанции 104,6 RTL.

### Личная жизнь
В 2010 году поженился на Сандре Фитцек. В августе 2019 года он объявил о расставании с женой. В браке родились дочь и два сына.
После преждевременного рождения второго сына в 2013 году, Себастьян стал почётным патроном организации Das frühgeborene Kind. В одном из интервью он заявил, что эта тема вызывает у него особое беспокойство, поскольку это самая большая группа педиатрических пациентов и очень немногие родители задумываются о том, какие меры необходимо предпринять в случае преждевременных родов.
В январе 2021 года Фитцек объявил о рождении своего третьего сына, которого он воспитывает вместе со своей новой девушкой Линдой. В октября 2022 года Линда вышла замуж за Себастьяна. 

## Карьера
Себастьян Фитцек в соавторстве с Юргеном Удольфом написал нехудожественную книгу «Книга имен профессора Удольфа», которая была опубликована издательством Bertelsmann в 2005 году. Бестселлер журнала Spiegel послужил основой для телевизионной программы Deutschland — deine Namen («Германия — ваши имена»), в разработке которой принимал участие Фитцек. Программа вышла в эфир на канале ZDF в марте 2006 г. под руководством Йоханнеса Б. Кернера.
С 2006 года Фитцек стал писать психологические триллеры, все из которых стали бестселлерами. Его первая работа — «Терапия» (Die Therapie) — восходит к идее, возникшей у него в 2000 году в приемной ортопеда в ожидании своей девушки. После тринадцати отказов издательств и трех переписываний она была опубликована издательством Droemer Knaur Verlag в июле 2006 года, как и последующие книги. Права на экранизацию книги приобрела кинокомпания Odeon Film AG. В 2007 году «Терапия» была номинирована на премию Фридриха Глаузера за лучший дебютный криминальный роман. В апреле 2007 года был опубликован его следующий триллер «Амокшпиль», права на экранизацию которого приобрела компания Goldkind Film AG. В 2012 году фильм Das Kind стал первой экранизацией одного из его романов.
Фитцек часто выбирает необычные пути для проведения авторских чтений. Он читал в траурном зале похоронного бюро, в хосписе в Вольфсбурге, в стоматологической клинике и т. д. В 2014 году он проводил чтения романа «Ной» под музыкальное сопровождение берлинской группы Buffer Underrun.
В январе 2011 года Фитцек запустил кампанию «Интерактивный роман с Себастьяном Фитцеком» в сотрудничестве с концепцией книжного магазина zeilenreich компании Direct Group Bertelsmann. В течение пяти недель поклонники могли вместе с автором через Facebook разрабатывать сюжет романа Das Profil («Профиль»), название и завязку которого указал Фитцек. В мае повесть была опубликована в виде бесплатной электронной книги.
В сентябре 2013 года состоялась берлинская премьера театральной адаптации романа «Зеленбрехер» в Берлинском криминальном театре.
В октябре 2015 года Фитцек опубликовал параллельно два романа:
- Роман «Профиль Джошуа» рассказывает о неудачливом писателе по имени Макс Роде, у которого есть только одно успешное произведение — «Школа крови».
- В процессе написания романа Фицек обнаружил свой интерес к этому беллетристическому произведению и написал «Die Blutschule» под псевдонимом Макс Роде. Он подчеркнул, что для понимания «Профиля Джошуа» не обязательно читать «Школу крови».

В октябре 2016 года Фитцек представил книгу «Пакет» на финале литературного фестиваля в Эйфеле в ратуше города Битбург. В марте 2017 года вышла первая детская книга Фитцека «Пупси и Стинки» для чтения вслух с рисунками иллюстратора Йорна «Штолли» Штольмана, а через две недели — триллер «AchtNacht», вдохновленный фильмом «Чистка». Последняя книга была опубликована во вторник и в ту же неделю вошла в список бестселлеров SPIEGEL под номером 6, но затем смогла подняться на первое место, которое удерживала еще как минимум неделю (по состоянию на 29 марта 2017 года).
В 2017 году «AchtNacht» стал самым продаваемым романом в Германии. В 2018 г. Фитцек вышел на первое место с изданием «Das Paket» в мягкой обложке и занял третье место с «Der Insasse».
В 2018 году Фитцек стал обладателем премии Viktor Crime Award стоимостью 666 евро, которая будет вручаться раз в два года «новому голосу в триллерной и криминальной литературе». Первым лауреатом стала венская писательница Михаэла Кастель с книгой So dunkel der Wald.
В начале апреля 2020 года Фитцек инициировал выпуск сборника рассказов, вырученные средства от которого должны были быть переданы книжным магазинам, существование которых оказалось под угрозой из-за действий COVID-19. В сборник вошли тринадцать рассказов, отобранных на конкурсе в Instagram, работы известных авторов и один рассказ самого Фитцека. Сборник был опубликован осенью 2020 года под названием «Идентичность 1142». 1142 означает, что свои рассказы прислали 1142 участника.
С октября 2021 года по август 2022 года он вёл берлинский выпуск ток-шоу Riverboat вместе с Ким Фишер раз в две недели, чередуясь с Йоргом Кахельманом.
В это же время был опубликован его триллер «Плейлист». Бет Дитто, Силбермонд, Риа Гарви, Кул Савас и другие написали песни специально для этой книги, в результате чего получился плейлист, соответствующий сюжету. Он также был выпущен в виде альбома.